# 최병국 (야구인)
최병국(1972년 1월 22일 ~ )은 전 KBO 리그 야구 선수의 내야수이다.

## 출신학교
- 1987년 ~ 1990년 : 대구상업고등학교 (現 대구상원고등학교)
- 1990년 ~ 1991년 : 단국대학교 (1990학번)